# Жуан Роч-і-Діґл
Жуа́н Роч-і-Діґл (ісп. Joan Roig i Diggle; 12 травня 1917, Барселона — вночі з 11 на 12 вересня 1936, Санта-Кулома-де-Граманет) — іспанський мученик, жертва громадянської війни в Іспанії, блаженний Католицької церкви.

## Життєпис
Жуан Роч-і-Діґл народився 12 травня 1917 року в Барселоні в каталонсько-англійській сім'ї. Навчався в школі Братів християнських шкіл, потім у ліцеї Ордену Піарів при Колегії Пресвятої Богородиці. Через економічні труднощі сім'я була змушена виїхати з Барселони до Ал-Масноу. Там Жуан вступив до Федерації християнської молоді Каталонії, де невдовзі став провідником невеликої спільноти. Щоденно брав участь у Святій Месі, багато часу проводив на Адорації Найсвятіших Тайн.
У 1936 році в Іспанії розпочалася громадянська війна і республіканці позамикали храми, тоді одним із місць, де зберігалися Святі Тайни став дім Жуана. Коли республіканська міліція прийшла його рештувати, він спожив гостії, щоб уникнути профанації і попрощався з матір'ю. 11 вересня 1936 року міліціянти арештували його вдома, відвезли на цвинтар Санта-Кулома-де-Граманет і розстріляли. Йому було 19 років.

## Беатифікаційний процес
4 жовтня 1999 року в Барселонській архідієцезії розпочався беатифікаційний процес Жуана Роч-і-Діґла. 16 травня 2001 року дієцезальне дослідження було закрито, і справа про беатифікацію була передана до Ватикану. У 2007 році було проведено ексгумацію його тлінних останків. 2 жовтня 2019 року Папа Франциск видав декрет про мучеництво Жуана Роч-і-Діґл, що відкрило шлях до його беатифікації, яка відбулася 7 листопада 2020 року в базиліці Саґрада Фамілія у Барселоні. Беатифікаційні урочистості очолював делегований Папою Франциском кардинал Хуан Хосе Омелья Омелья.